# Talismán (estación)
Talismán es una de las estaciones que forman parte del Metro de la Ciudad de México, perteneciente a la Línea 4. Se ubica al norte de la Ciudad de México, en la alcaldía Gustavo A. Madero.

## Información general
El nombre proviene del nombre del Eje 4 Norte, que en el tramo donde está la estación tiene el nombre de avenida Talismán. El logotipo de la estación representa la silueta de un mamut, ya que durante las excavaciones efectuadas para su construcción se encontraron restos óseos de un ejemplar de esta especie.

### Patrimonio

#### Histórico
Durante las excavaciones de la línea 4 del Metro de la Ciudad de México, fueron hallados los restos de un Mammuthus colombi en la esquina de Avenida Aquiles Serdán y Puente de Guerra. Luego de su preservación, fueron trasladados para su exhibición en esta estación, en el acceso oriente.

### Afluencia
En 2014, Talismán fue la 23° estación con menor afluencia en la red, registrando sólo 26,202 pasajeros en promedio en día laborable.
La siguiente tabla muestra la afluencia de la estación en los últimos 10 años:
| Afluencia Anual de Pasajeros | Afluencia Anual de Pasajeros | Afluencia Anual de Pasajeros | Afluencia Anual de Pasajeros | Afluencia Anual de Pasajeros | Afluencia Anual de Pasajeros |
| ---------------------------- | ---------------------------- | ---------------------------- | ---------------------------- | ---------------------------- | ---------------------------- |
| Año                          | Afluencia                    | A Diario                     | Ranking Anual                | Aumento%                     | Ref.                         |
| 2023                         | 1,167,027                    | 3,197                        | 174°/195                     | -0.67%                       | [ 4 ]                        |
| 2022                         | 1,174,910                    | 3,218                        | 170°/195                     | +31.17%                      | [ 5 ]                        |
| 2021                         | 895,738                      | 2,454                        | 181°/195                     | -6.67%                       | [ 6 ]                        |
| 2020                         | 959,769                      | 2,622                        | 187°/195                     | -51.18%                      | [ 7 ]                        |
| 2019                         | 1,965,881                    | 5,385                        | 186°/195                     | -2.69%                       | [ 8 ]                        |
| 2018                         | 2,020,237                    | 5,534                        | 185°/195                     | -0.54%                       | [ 9 ]                        |
| 2017                         | 2,031,195                    | 5,564                        | 182°/195                     | -3.18%                       | [ 10 ]                       |
| 2016                         | 2,097,842                    | 5,731                        | 181°/195                     | -7.86%                       | [ 11 ]                       |
| 2015                         | 2,276,807                    | 6,237                        | 171°/195                     | +1.28%                       | [ 12 ]                       |
| 2014                         | 2,248,090                    | 6,159                        | 173°/195                     | -2.11%                       | [ 13 ]                       |

## Conectividad

### Salidas
- Oriente: Eje 2 Oriente Avenida H. Congreso de la Unión esquina Oriente 171,  Colonia Ampliación Aragón.
- Poniente: Eje 2 Oriente Avenida H. Congreso de la Unión esquina Eje 4 Norte Avenida Talismán, Colonia Granjas Modernas.

### Conexiones
Existen conexiones con las estaciones y paradas de diversos sistemas de transporte:
- Algunas rutas de la RTP.